# Període d'incubació
El període d'incubació, és el temps comprès entre l'exposició a un organisme, químic o radiació patogènic, i quan els signes i símptomes apareixen per primera vegada. El període pot ser tan curt com alguns minuts, o tan llarg com trenta anys en el cas de la malaltia de Creutzfeldt-Jakob.
Encara que latència o període de latència poden ser sinònims, de vegades es fa una diferència entre aquests termes i el de període d'incubació - el període entre la infecció i l'inici clínic de la malaltia - i període latent - el temps des de la infecció fins que es torna contagiosa - el qual sol ser més curt.
Una persona pot ser portador d'una malaltia, com ara Streptococcus a la gola, sense exhibir cap símptoma. Depenent de la malaltia, una persona pot o no ser capaç de transmetre la malaltia a altres durant el període d'incubació.

## Tipus de períodes d'incubació
| Malaltia                                      | Període d'incubació            | Referència                            |
| --------------------------------------------- | ------------------------------ | ------------------------------------- |
| Cel·lulitis causada per Pasteurella multocida | menys d'1 dia                  |                                       |
| Còlera                                        | 1-3 dies                       |                                       |
| Grip                                          | 1-4 dies                       |                                       |
| Escarlatina                                   | 1-4 dies                       |                                       |
| Refredat                                      | 2-5 dies                       | Arxivat 2011-05-26 a Wayback Machine. |
| Ebola                                         | 2-21 dies                      |                                       |
| Febre tacada de les Muntanyes Rocoses         | 2-14 dies                      | Arxivat 2011-05-26 a Wayback Machine. |
| SRAS                                          | fins a 10 dies                 |                                       |
| Rosèola                                       | 5-15 dies                      |                                       |
| Polio                                         | 7-14 dies                      | Arxivat 2007-05-22 a Wayback Machine. |
| Tos ferina                                    | 7-14 dies                      | Arxivat 2007-05-22 a Wayback Machine. |
| Xarampió                                      | 9-12 dies                      | Arxivat 2010-12-04 a Wayback Machine. |
| Verola                                        | 7-17 dies                      | Arxivat 2013-04-02 a Wayback Machine. |
| Tètanus generalitzat                          | 7-21 dies                      |                                       |
| Varicel·la                                    | 14-16 dies                     | Arxivat 2011-05-26 a Wayback Machine. |
| Eritema infecciós                             | 13-18 dies                     | Arxivat 2011-05-26 a Wayback Machine. |
| Parotiditis                                   | 14-18 dies                     | Arxivat 2007-11-20 a Wayback Machine. |
| Rubèola                                       | 14-21 dies                     | Arxivat 2011-05-26 a Wayback Machine. |
| Mononucleosi infecciosa                       | 28-42 dies                     |                                       |
| kuru                                          | mitjana entre 10.3 i 13.2 anys |                                       |